# Битва при Августове (1914)
Битва при Августо́ве или Первая августовская операция — контрнаступление русской 10-й армии с 28 сентября по 3 октября 1914 года в районе Августовских лесов во время Первой мировой войны.

## Военно-стратегическая ситуация
После поражения в Мазурском сражении для стабилизации фронта в районе Гродно и Августова была создана 10-я армия под командованием В. Е. Флуга, которая заняла позицию на берегу реки Неман. Ей противостояла 8-я армия генерала Шуберта, насчитывавшая 7 пехотных и 1 кавалерийскую дивизии, а также части ландвера.
Флуг разработал план: сковать противника фронтальным ударом 2-го Кавказского армейского корпуса генерала П. И. Мищенко и 22-го армейского корпуса (атакуя на север вдоль Немана на фронте Сопоцкин—Копциово) и перехватить отступавшие германские войска 3-м Сибирским армейским корпусом генерала Е. А. Радкевича и 1-м Туркестанским армейским корпусом ударом на Августов—Лык. Были организованы переправы через Августовский канал, для дезинформации противника предполагалось осуществлять отвлекающие удары. Для активных задач было задействовано 75 % сил армии.

## Ход операции
15(28) сентября 10-я армия перешла в наступление и вступила в бои с частями 8-й германской армии в Августовских лесах.
Кавказская гренадерская дивизия (2-й Кавказский АК) двинулась на Копциово, а бойцы 8-й Сибирской стрелковой дивизии (3-й Сибирский АК) начали бой за Бялобржеги. Бригада 22-го корпуса наступала от [[Липска. В Августовских лесах начались тяжелые бои, но в условиях лесных боёв германцы лишились своего преимущества в тяжелой артиллерии. Неожиданные столкновения, взаимные обходы и охваты приводили к большим потерям.
7-я Сибирская стрелковая дивизия атаковала Августов с запада, а 8-я Сибирская стрелковая дивизия — с юга. В 14 часов 30 минут 15(28) сентября город был взят. Немецкие войска начали отходить к
Сувалкам и Друскеникам. По всей линии боёв противник был отброшен к Сувалкам — Сейнам — Мариамполю.
16(29) сентября наступающие соединения 10-й армии продвигались к пунктам Рачки — Сувалки — Гибы — Сейны. 2-й Кавказский армейский и 22-й армейский корпуса обходили Августовские леса, а конница двигалась через лес, поддерживая связь правого фланга армии с центром — 3-м Сибирским армейским корпусом. В этот же день для развития успеха 10-й армии был придан 6-й армейский корпус генерала П. С. Балуева.
В 7 часов 15 минут 18 сентября (1 октября) 2-я Туркестанская стрелковая бригада генерал-майора И. В. Колпикова (начальник Августовского отряда) перешла в наступление на линию Жарново — озеро Нельск. 2-й Кавказский армейский корпус перешел в район Краснополь — озеро Вигры.
Противник подтянул на помощь своему 1-му армейскому корпусу 1-й резервный корпус и ландверные соединения с сильной артиллерией и начал контрудар от Маркграбова на Августов. Командующий 10-й армией приказал, двигаясь от Граева в северном направлении, нанести удар во фланг и тыл германским войскам, действующим от Маркграбова.
К утру 19 сентября (2 октября) части 2-го Кавказского армейского корпуса были севернее Краснополя, части 22-го армейского корпуса у деревень Вально — Монкины. 3-й Сибирский армейский корпус вышел на линию Ходорки — Ольшанка — Щепки. В 14 часов отряд И. В. Колпикова оттеснил германцев, бомбардировавших Августов со стороны Прусска Вельки.
Ночь и день 19 сентября (1 октября) сибиряки вели упорные бои около Рачки. Причем левофланговая 8-я Сибирская стрелковая дивизия, находившаяся в районе Ходорки-Рудники-Конецполь, была обойдена германцами с левого фланга и вынуждена, повернувшись на запад, вести бой на фронте Стоки — Конецбор-Курианка. 7-я Сибирская стрелковая дивизия и 2-я Финляндская стрелковая бригада вели бой на фронте Ольшанка-Юриздыка, также постепенно разворачиваясь на запад и примыкая свой правый фланг к подходившей 4-й Финляндской стрелковой бригаде (сосредоточилась в районе Плоцично — Гаврихруда — Юриздыка). 2-й Кавказский армейский корпус сражался на линии Тартак — озеро Перты — Калетник. К вечеру противник потерпел тяжелое поражение и начал отход по всему фронту — от Калетники (северо-восточнее Сувалок) до Барглов (восточнее Райгорода).
20 сентября (3 октября) в 12 часов 2-й Кавказский армейский корпус занял Сувалки, продвигаясь на Бакаларжево. 3-й Сибирский армейский и 22-й армейский корпуса двигались на Рачки. Отступление германцев иногда принимало беспорядочный характер, русским войскам достались трофеи и брошенное противником имущество. Немцы оставляли раненых солдат, бросали артиллерийские орудия и имущество.
Флуг писал, что согласованные действия и доблесть финляндских и сибирских стрелков увенчались желанным успехом: противник понес большие потери, повсюду был сбит с позиций и начал поспешно отступать, оставляя пленных, орудия и пулеметы.

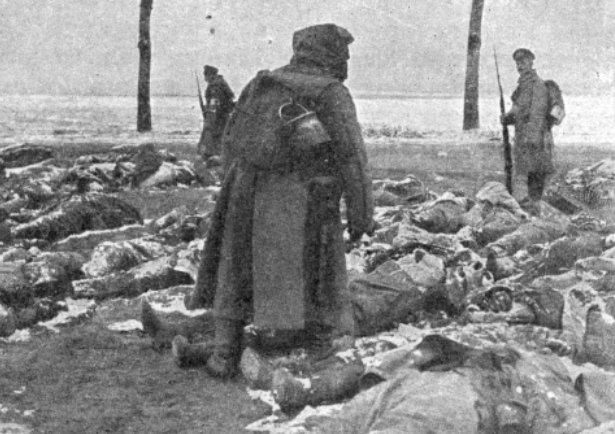
Русские солдаты убирают трупы германских солдат в восточной Пруссии. Осень 1914 г.

## Результаты
Русскими трофеями оказались 22 орудия, несколько десятков зарядных ящиков, пара автомобилей, а также 3000 немецких пленных. Германский фронт южнее Сувалок оказался прорван. Оперативная инициатива германской 8-й армией была утрачена. Флуг с удовлетворением констатировал, что менее чем за неделю прорыв противника к Неману был полностью ликвидирован. Своим маневром, выйдя на коммуникации противника, 10-я армия вынудила его очистить 50-километровую полосу к востоку от Августова и, вернув утраченную свободу маневрирования, восстановила тесный боевой контакт с левым флангом 1-й армии.
Генерал Шуберт в этом сражении действовал нерешительно, что стало одной из причин отправления его в отставку в сентябре 1914 года и замену на Германа фон Франсуа. Сражение стало одним из главных во время осеннего наступления российской армии в Восточной Пруссии, и города, захваченные в этой битве Россия удерживала до Горлицкого прорыва.